# Восточноболивийский гуарани
Восточноболивийский гуарани («Chabanco», «Chaguanco», «Chiriguano», «Chawuncu», Eastern Bolivian Guaraní, Guaraní Occidental, Guasurango, Ñandeva, Nhandeva, Western Argentine Guaraní) — один из гуаранийских языков, на котором говорят в деревне Тариха на территории реки Парапети в Боливии, в провинциях Жужуй и Сальта в Аргентине, а также в департаменте Консепсьон; в городе Паломита департамента Сан-Педро; в городах Баррио-Гуарани, Западный Гуарани, Западный Санта-Тересита-Гуарани, Ивопей, Манхуй, Мачаретти, Сан-Агустин, Санта-Тересита департамента Бокерон в Парагвае. В Боливии язык развивается, а в Аргентине и Парагвае находится под угрозой исчезновения. Имеет диалекты ава, исосеньо, тапиете и чане.
В Аргентине язык известен как западноаргентинский гуарани, когда как в Парагвае как ньяндева (тапиете). (Однако, за пределами Парагвая и, в частности, в Бразилии ньяндева относится к языку чирипа).
Восточноболивийский гуарани является одним из ряда «гуаранийских диалектов» и иногда рассматривается как отдельный язык. Из них парагвайский гуарани на сегодняшний день является наиболее важной разновидностью, и часто его называют просто как гуарани.
«Гуарайо» — общее название в Аргентине; отличается от гуарайо в Боливии. Чане — этническая группа, которая раньше говорила на аравакском языке, но сейчас говорят на диалекте западноаргентинского гуарани. В Боливии в больших масштабах реализуется двуязычное образование (2007).